# Eritrea op de Olympische Zomerspelen 2024
Eritrea nam deel aan de Olympische Zomerspelen 2024 in Parijs.

## Aantal Deelnemers
Hieronder volgt een overzicht van de atleten die zich kwalificeerden voor de Olympische Zomerspelen van 2024.
| Sport       | Mannen | Vrouwen | Totaal |
| ----------- | ------ | ------- | ------ |
| Atletiek    | 6      | 2       | 8      |
| Wielersport | 1      | 0       | 1      |
| Zwemmen     | 1      | 1       | 2      |
| Totaal      | 8      | 3       | 11     |

## Deelnemers en resultaten

### Atletiek

#### Loopnummers
Mannen
| atleet           | onderdeel | series   | series | herkansingen | herkansingen | halve finale | halve finale | finale         | finale         |
| atleet           | onderdeel | tijd     | rang   | tijd         | rang         | tijd         | rang         | tijd           | rang           |
| ---------------- | --------- | -------- | ------ | ------------ | ------------ | ------------ | ------------ | -------------- | -------------- |
| Aron Kifle       | 5000m     | 14.16,77 | 17     | n.v.t.       | n.v.t.       | n.v.t.       | n.v.t.       | niet geplaatst | niet geplaatst |
| Dawit Seare      | 5000m     | 13.52,53 | 7 Q    | n.v.t.       | n.v.t.       | n.v.t.       | n.v.t.       | 13.31,50       | 19             |
| Merhawi Mebrahtu | 10000m    | n.v.t.   | n.v.t. | n.v.t.       | n.v.t.       | n.v.t.       | n.v.t.       | 27.24,25       | 15             |
| Samsom Amare     | marathon  | n.v.t.   | n.v.t. | n.v.t.       | n.v.t.       | n.v.t.       | n.v.t.       | 2.08.56 SB     | 10             |
| Berhane Tesfay   | marathon  | n.v.t.   | n.v.t. | n.v.t.       | n.v.t.       | n.v.t.       | n.v.t.       | 2.18.50        | 64             |
| Henok Tesfay     | marathon  | n.v.t.   | n.v.t. | n.v.t.       | n.v.t.       | n.v.t.       | n.v.t.       | 2.14.31        | 54             |

Vrouwen
| atlete       | onderdeel | series | series | herkansingen | herkansingen | halve finale | halve finale | finale     | finale |
| atlete       | onderdeel | tijd   | rang   | tijd         | rang         | tijd         | rang         | tijd       | rang   |
| ------------ | --------- | ------ | ------ | ------------ | ------------ | ------------ | ------------ | ---------- | ------ |
| Rahel Daniel | 10000 m   | n.v.t. | n.v.t. | n.v.t.       | n.v.t.       | n.v.t.       | n.v.t.       | DNF        | DNF    |
| Dolshi Tesfu | marathon  | n.v.t. | n.v.t. | n.v.t.       | n.v.t.       | n.v.t.       | n.v.t.       | 2.36.30 SB | 58     |

### Wielersport

#### Wegwielrennen
Mannen
| atleet        | onderdeel    | tijd     | rang |
| ------------- | ------------ | -------- | ---- |
| Biniam Girmay | wegwedstrijd | 6.26.57  | 49   |
| Biniam Girmay | tijdrit      | 40.20,65 | 29   |

### Zwemmen
Mannen
| atleet      | onderdeel       | series | series | halve finale   | halve finale   | finale         | finale         |
| atleet      | onderdeel       | tijd   | rang   | tijd           | rang           | tijd           | rang           |
| ----------- | --------------- | ------ | ------ | -------------- | -------------- | -------------- | -------------- |
| Aaron Owusu | 50 m vrije slag | 24,25  | 51     | niet geplaatst | niet geplaatst | niet geplaatst | niet geplaatst |

Vrouwen
| atleet         | onderdeel       | series | series | halve finale   | halve finale   | finale         | finale         |
| atleet         | onderdeel       | tijd   | rang   | tijd           | rang           | tijd           | rang           |
| -------------- | --------------- | ------ | ------ | -------------- | -------------- | -------------- | -------------- |
| Christina Rach | 50 m vrije slag | 27,20  | 41     | niet geplaatst | niet geplaatst | niet geplaatst | niet geplaatst |